# Цаккар (село)
Цаккар (арм. Ծակքար) — село в Гегаркуникской области Армении.

## География
Село расположено в юго-западной части марза, на левом берегу реки Цаккар, к западу от автодороги , на расстоянии 29 километров к юго-востоку от города Гавар, административного центра области. Абсолютная высота — 1960 метров над уровнем моря.

### Климат
Климат характеризуется как умеренно холодный, влажный (Dfb в классификации климатов Кёппена). Среднегодовая температура воздуха составляет +6,1 °C. Средняя температура самого холодного месяца (января) составляет −5,5 °С, самого жаркого месяца (августа) — +17,1 °С. Расчётная многолетняя норма атмосферных осадков — 1232 мм. Наибольшее количество осадков выпадает в июне (153 мм).

## Население
Численность постоянного населения по состоянию на 1 января 2024 года составляла 2860 человек.
| Год переписи | Население          | Население          | Население          | Население            | Население            | Население            |
| Год переписи | Наличное население | Наличное население | Наличное население | Постоянное население | Постоянное население | Постоянное население |
| Год переписи | Всего              | Мужчины            | Женщины            | Всего                | Мужчины              | Женщины              |
| ------------ | ------------------ | ------------------ | ------------------ | -------------------- | -------------------- | -------------------- |
| 2001         | 2140               | 1008               | 1132               | 2412                 | 1223                 | 1189                 |
| 2011         | 2366               | 1080               | 1286               | 2692                 | 1364                 | 1328                 |

| Год  | Численность | Численность |
| ---- | ----------- | ----------- |
| 1831 | 127         | [ 8 ]       |
| 1873 | 423         | [ 9 ]       |
| 1897 | 731         | [ 8 ]       |
| 1926 | 1147        | [ 8 ]       |
| 1939 | 1280        | [ 8 ]       |
| 1959 | 1164        | [ 8 ]       |
| 1970 | 1547        | [ 8 ]       |
| 1979 | 1750        | [ 8 ]       |
| 1989 | 2028        | [ 8 ]       |
| 2001 | 2412        | [ 8 ]       |
| 2011 | 2692        | [ 10 ]      |